# Dulce Aragonska
Dulce Aragonska (Barcelonska) (1160. – 1198.) bila je portugalska kraljica, rođena u Barceloni (Kruna Aragonije). Kraljica je preminula u Coimbri, Kraljevina Portugal. 
Kraljičini su roditelji bili kraljica vladarica Petronila I. i Rajmund Berengar IV., grof Barcelone. Kralj Alfons II. bio je Dulcein brat.
Opisana kao «lijepa gospa», Dulce je postala žena kralja Sanča I. te su njihova djeca bila:
- Terezija Portugalska, kraljica Leona
- blažena Sanča
- Konstancija
- Alfons II. Portugalski
- Rajmund
- Petar
- Ferdinand, flandrijski grof
- Henrik
- Mafalda
- Blanka (1198.)
- Berengarija Portugalska